# Magnus
Magnus ist ein Vorname, Familienname und Ehrenname.

## Herkunft und Bedeutung
Magnus, von lateinisch magnus = groß, der Große/der Bedeutende, ist ein insbesondere in Skandinavien verbreiteter männlicher Vor- und Nach- sowie Ehrenname.

## Varianten
- dänisch: Mogens
- finnisch: Mauno
- isländisch: Magnús
- norwegisch: Magnar
- schwedisch: Måns

## Namensträger

### Einname
- Magnus von Karrhai (4. Jahrhundert), römischer Historiker
- Magnus Magnusson, Earl of Orkney (1273–1284), schottischer Adeliger und Thronerbe
- Magnus von Reichersberg († 1195), Augustinerchorherr und Historiograph
- Magnus von Sachsen-Lauenburg (1390–1452), Bischof von Cammin und Hildesheim

#### Heilige
- Magnus von Cuneo, Soldat und Märtyrer der Thebäischen Legion († um 300)
- Magnus von Fabrateria vetus, auch Magnus von Trani bzw. Anagni (3./4. Jahrhundert), Bischof und Märtyrer
- Magnus von Mailand († 530), Bischof
- Magnus von Oderzo (ca. 580 – 670), Bischof
- Magnus von Füssen (ca. 699–772), Abt
- Magnús Erlendsson, auch Magnus von Schottland († 1115)

#### Antike Herrscher
- Magnus (Gegenkaiser), Gegenkaiser am Rhein († 235)
- Magnentius, Gegenkaiser (350–353)
- Magnus Maximus, Nebenkaiser (383–388)

#### Könige
- Magnus I. (Norwegen), der Gute, König (1035–1047)
- Magnus II. (Norwegen), König (1066–1069)
- Magnus III. (Norwegen), König (1093–1103)
- Magnus IV., König (1130–1135)
- Magnus V., König (1163–1184)
- Magnus VI., König (1263–1280)
- Magnus VII. (Norwegen), König (1319–1343) ist: Magnus II. (Schweden)
- Magnus II. (Man), König (1095–1102)
- Magnus III. (Man), König (1252–1265)
- Magnus (Schweden), der Starke, (1125–1130)
- Magnus Henriksson, schwedischer König (1160–1161)
- Magnus I. (Schweden), König (1275–1290)
- Magnus II. (Schweden), König (1319–1363)

#### Herzöge
- Magnus (Sachsen), Herzog (1072–1106)
- Magnus I. (Braunschweig-Wolfenbüttel), Herzog (1345–1369), genannt: der Fromme
- Magnus II. (Braunschweig) Torquatus, Herzog (1369–1373)
- Magnus I. (Mecklenburg), Herzog (1379–1385)
- Magnus II. (Mecklenburg), Herzog (1477–1503)
- Magnus III. (Mecklenburg)
- Magnus I. (Sachsen-Lauenburg), Herzog (1507–1543)
- Magnus Gustavsson Wasa, Herzog (1560–1595)
- Magnus II. (Sachsen-Lauenburg), Herzog (1581–1603)
- Magnus (Holstein), König von Livland 1570–1577 und Herzog von Holstein
- Magnus (Württemberg-Neuenbürg), Herzog von Württemberg (1617–1622)

### Vorname
- Magnus Arvidsson (* 1973), schwedischer Fußballspieler
- Magnus Bäckstedt (* 1975), schwedischer Radrennfahrer
- Magnus Bøe (* 1998), norwegischer Skilangläufer
- Magnus von Braun (1919–2003), deutscher Chemieingenieur und Raketenkonstrukteur
- Magnus Brechtken (* 1964), deutscher Historiker
- Magnus Broo (* 1965), schwedischer Jazz-Trompeter
- Magnus Büchel (* 1960), liechtensteinischer Judoka
- Magnus Carlsen (* 1990), norwegischer Schachweltmeister
- Magnus Gabriel De la Gardie (1622–1686), schwedischer Feldherr, Staatsmann, Dichter und Mäzen
- Magnus von Eberhardt (1855–1939), preußischer Offizier
- Magnús Eiríksson (1806–1881), isländischer Theologe, religiöser Schriftsteller
- Magnus Fiennes (* 1965), britischer Komponist, Songschreiber, Arrangeur und Musikproduzent
- Magnus Gäfgen (* 1975), deutscher Mörder
- Magnus Gustafsson (* 1967), schwedischer Tennisspieler
- Magnus Haglund (* 1973), schwedischer Fußballspieler
- Magnus Hedman (* 1973), schwedischer Fußballspieler
- Magnus Heunicke (* 1975), dänischer Politiker
- Magnus Heinason (1545–1589 in Kopenhagen), färöisch-norwegischer Seeheld
- Magnus Hirschfeld (1868–1935), deutscher Sexualforscher
- Magnus von Horn (* 1983), schwedischer Filmregisseur und Drehbuchautor
- Magnus Hundt (1449–1519), deutscher Philosoph, Arzt (Anatom) und Theologe
- Magnus Jerneck (* 1951), schwedischer Politikwissenschaftler
- Magnus Jonsson (* 1977), schwedischer Fußballspieler
- Magnus Lang (vor 1599–nach 1618), deutscher Instrumentenbauer
- Magnus Lindberg (* 1958), finnischer Komponist
- Magnus Lindgren (* 1974), schwedischer Jazz-Saxophonist, Flötist, Komponist und Arrangeur
- Magnus Magnusson (* 1941), schwedisch-dänischer Filmarchitekt und Regisseur
- Magnus Magnusson (1929–2007), isländisch-britischer Schriftsteller und Moderator
- Magnus Maßmann (1835–1915), deutscher Rechtsanwalt und 1889–1914 Bürgermeister von Rostock
- Magnus Midtbø (* 1988), norwegischer Sportkletterer
- Magnus Mills (* 1954), britischer Schriftsteller
- Magnus Minnesköld (≈1175–1208), schwedischer Hochadeliger und Landrichter
- Magnus Gösta Mittag-Leffler (1846–1927), schwedischer Mathematiker
- Magnus Moan (* 1983), norwegischer Nordischer Kombinierer
- Magnus Norman (* 1976), schwedischer Tennisspieler
- Magnus Pääjärvi-Svensson (* 1991), schwedischer Eishockeyspieler
- Magnus Pegel (1547–1619), deutscher Mediziner und Mathematiker
- Magnus Poser (1907–1944), deutscher Kommunist und Widerstandskämpfer gegen das NS-Regime
- Magnus Rød (* 1997), norwegischer Handballspieler
- Magnus Stenbock (1665–1717), schwedischer Feldmarschall
- Magnus Stenbock (1804–1836), deutschbaltisch-estländisch-russischer Genremaler der Düsseldorfer Schule
- Magnus Tieffenbrucker (1580–1631), einer der bedeutendsten Lauten- und Violenbauer Venedigs
- Magnus Troest (* 1987), dänischer Fußballspieler
- Magnus Uggla (* 1954), schwedischer Rock- und Popmusiker, Künstler und Schauspieler
- Magnus Vattrodt (* 1972), deutscher Schriftsteller
- Magnus Walch (* 1992), österreichischer Skirennläufer
- Magnus von Wedderkop (1637–1721), deutscher Jurist und Politiker
- Magnus von Wedderkop (1830–1907), deutscher Richter und Kammerherr
- Magnus von Wedderkop (1882–1962), deutscher Generalleutnant
- Magnus Weidemann (1880–1967), deutscher Pfarrer, Maler, Grafiker, Fotograf und Autor
- Magnus Weinberg (1867–1943), orthodoxer Rabbiner und Autor
- Magnus Wislander (* 1964), schwedischer Handballspieler
- Magnus von Wright (1805–1868), finnischer Maler und Ornithologe
- Magnus Zeller (1888–1972), expressionistischer Maler und Grafiker

### Zweitname
- Wernher Magnus Maximilian Freiherr von Braun (1912–1977), deutscher Raketeningenieur, siehe Wernher von Braun
- Otto Magnus von Dönhoff (1665–1717), brandenburgisch-preußischer Generalleutnant und Gesandter
- Hans Magnus Enzensberger (1929–2022), deutscher Dichter und Schriftsteller
- Carl Magnus Neumann (* 1944), norwegischer Jazzmusiker
- Prinz Sverre Magnus von Norwegen (* 2005), Sohn von Kronprinz Haakon von Norwegen und Kronprinzessin Mette-Marit von Norwegen
- Otto Magnus von Stackelberg (1736–1800), deutsch-baltischer russischer Diplomat
- Otto Magnus von Stackelberg (1786–1837), deutsch-baltischer Künstler und Archäologe
- Otto Magnus von Stackelberg (1867–1947), deutsch-baltischer Genealoge, Ehrenfriedensrichter und Kreisdeputierter

### Familien-, Ehren- oder Künstlername
- Adolf Magnus-Levy (1865–1955), deutscher Internist (Forschungsgebiet Stoffwechsel)
- Albertus Magnus (ca. 1200–1280), deutscher Gelehrter und Bischof
- Alexander Magnus (* 1893), deutscher Kapitän zur See der Kriegsmarine
- Amalie Auguste Magnus (1812–1881), deutsche Schauspielerin, Prinzipalin
- Anton von Magnus (1821–1882), preußischer Diplomat
- Ariel Magnus (* 1975), argentinischer Schriftsteller, Publizist
- Bernhard Magnus (um 1745–1798), deutscher Porzellanmaler
- Christiane Pauli-Magnus (* 1969), Schweizer Ärztin und Hochschullehrerin
- Dieter Magnus (1937–2023), deutscher Filmemacher und Umweltkünstler
- Eduard Magnus (1799–1872), deutscher Maler
- Edwin Magnus (1888–1974), deutsch-lettischer Minister und Abgeordneter
- Elisabeth von Magnus (* 1954), österreichische Sängerin (Mezzosopran, Alt)
- Ernst Magnus-Alsleben (1879–1936), deutscher Internist und Hochschullehrer (1935 Emigration in die Türkei)
- Erwin Magnus (1881–1947), deutscher Schriftsteller und Übersetzer
- Frances Magnus (1882–1969), deutsche Politikerin (DVP)
- Frieda Magnus-Unzer (1875–1966), deutsche Schriftstellerin
- Friedrich Martin von Magnus (1796–1869), deutscher Bankier
- Gavin Magnus (* 2007), US-amerikanischer Schauspieler und Sänger
- Georg Magnus (1883–1942), deutscher Chirurg und Traumatologe
- Gilles Magnus (* 1999), belgischer Automobilrennfahrer
- Gisela Graselli-Magnus (geborene Magnus; 1864–nach 1902), österreichische Theaterschauspielerin
- Gustav Adolf Magnus (1856–1931), deutscher Jurist, Präsident des Landgerichts Saarbrücken
- Hans Magnus (1881–1949), deutscher Ingenieur und Industrieller
- Hans Heinrich Wilhelm Magnus (1907–1990), deutscher Mathematiker
- Hayley Magnus (* 1989), australische Schauspielerin
- Heinrich Gustav Magnus (1802–1870), deutscher Physiker und Chemiker
- Hugo Magnus (Mediziner) (1842–1907), deutscher Ophthalmologe und Hochschullehrer
- Hugo Magnus (Philologe) (1851–1924), deutscher Klassischer Philologe
- Johann Samuel Magnus (1678–1707), deutscher evangelischer Dichter und Historiker
- Johannes Magnus (1488–1544), schwedischer Geistlicher
- Julius Magnus (1867–1944), deutscher Jurist und Justizrat
- Klaus Magnus (* 1936), deutscher Grafiker und Zeichner
- Kurt Magnus (Rundfunkpionier) (1887–1962), deutscher Rundfunkpionier und Verwaltungsjurist
- Kurt Magnus (Ingenieur) (1912–2003), deutscher Ingenieur und Hochschullehrer
- Louis Magnus (1881–1950), französischer Eiskunstläufer und Eishockeyfunktionär
- Ludwig Immanuel Magnus (1790–1861), deutscher Mathematiker
- Manfred Magnus (* 1939), österreichischer Motorrad-Rennfahrer
- Marlene Magnus (* 1936), deutsche Malerin und Grafikerin
- Meyer Magnus (1805–1883), deutsch-jüdischer Fabrikant und Kaufmann
- Moritz Magnus (1838–1897), deutscher Bankier
- Nadya Magnus (* 1976), US-amerikanische Pokerspielerin
- Olaus Magnus (1490–1557), schwedischer Geistlicher, Kartograph und Geograph sowie Bischof von Uppsala
- Otto Magnus (1836–1920), deutscher Rechtsanwalt
- Paul Wilhelm Magnus (1844–1914), deutscher Mykologe
- Philip D. Magnus, britischer Chemiker, Professor in Austin
- Robert Magnus (General) (* 1947), US-amerikanischer General, Assistant Commandant of the Marine Corps
- Robert Magnus (Rechtswissenschaftler) (* 1980), deutscher Rechtswissenschaftler
- Rudolf Magnus (1873–1927), deutscher Arzt, Pharmakologe und Physiologe
- Sandra Magnus (* 1964), US-amerikanische Astronautin
- Sophie Magnus (1840–1920), leitende Mitarbeiterin in Frauenprojekten
- Ulrich Magnus (* 1944), deutscher Jurist und Hochschullehrer
- Victor Karl Magnus (1828–1872), deutscher Bankier
- Werner Magnus (1876–1942), deutscher Botaniker
- Pseudonym von Roberto Raviola (1939–1996), italienischer Comiczeichner

### Gentilname oder Cognomen
- Montius Magnus († 354), römischer hoher Beamter
- Flavius Magnus, spätantiker römischer Politiker und Konsul (460), siehe Magnus (Konsul 460)
- Flavius Anastasius Paulus Probus Moschianus Probus Magnus, spätantiker Beamter und Konsul (518)
- Gnaeus Cornelius Cinna Magnus, römischer Konsul
- Gnaeus Pompeius Magnus (106–48 v. Chr.), römischer Feldherr und Politiker
- Gnaeus Pompeius Magnus (Schwiegersohn des Claudius), Schwiegersohn des römischen Kaisers Claudius
- Marcus Septimius Magnus, römischer Centurio (Kaiserzeit)
- Publius Aelius Magnus, römischer Offizier (Kaiserzeit)
- Titus Flavius Magnus, römischer Centurio (Kaiserzeit)
- Titus Pactumeius Magnus, römischer Statthalter 179

## Ortsname
- St. Magnus, Ortsteil von Bremen